# Frank Barnwell
Frank Sowter Barnwell (Lewisham, 23 novembre 1880 – Whitchurch, 2 agosto 1938) è stato un ingegnere e aviatore britannico, che progettò numerosi tipi di aeromobili, tra i quali ricordiamo: Bristol Scout, Bristol M.1, Bristol F.2 Fighter, Bristol Type 84 Bloodhound, Bristol Bulldog, e Bristol Blenheim.

## Biografia
Nacque a Lewisham, nel sud-est di Londra, il 23 novembre 1880, figlio di Richard e Ann Sowter.  La famiglia  si trasferì a Balfron, Stirlingshire, l'anno successivo, ed in Scozia frequentò il Fettes College Public School di Edimburgo, lavorando poi come apprendista per sei anni, tra il 1898 e il 1904, presso la Fairfield Shipbuilding and Engineering Company, di cui suo padre ricopriva l'incarico di amministratore delegato. Mentre lavorava frequentava i corsi serali al Technical College dell'Università di Glasgow dove conseguì la laurea in architettura navale nel marzo 1905. Trascorse poi un anno negli Stati Uniti d'America lavorando come disegnatore dello scafo per una ditta di costruzioni navali.
Nel 1907 ritornò in Scozia dove rilevò in società con suo fratello Harold la società John Simpson & Co. di Causewayhead, nei pressi di Stirling, dando vita alla Grampian Motors & Engineering Company.  I due fratelli, appassionati di aviazione, avevano costruito senza successo un aliante nel 1905, realizzandolo presso la casa dei loro genitori a Balfron. Nel 1908 realizzarono il loro primo velivolo biplano, monoposto, che quando fu collaudato non riuscì ad alzarsi in volo a causa della scarsa potenza del motore installato. Il secondo, un biplano in configurazione canard, fu il primo aereo a motore a volare in Scozia, pilotato da Harold l'8 luglio 1909. Dopo un volo di ottanta metri rimase gravemente danneggiato; una volta riparato e modificato, volò nuovamente l'8 settembre, rimanendo irreparabilmente danneggiato il giorno 10 dello stesso mese, tanto da dover essere demolito. Il terzo aereo realizzato, un monoplano ad ala bassa, fu costruito durante il 1910 e volò per la prima volta il 14 gennaio 1911, a Causewayhead vicino al Wallace Monument nel tentativo di vincere un premio in denaro. Per questi volo, e il successivo, il velivolo vinse il J.R.K. Law Prize di 50 sterline, assegnatogli dalla Scottish Aeronautical Society.  Il 30 dello stesso mese raggiunse una distanza di un miglio, ma in fase di atterraggio l'aereo rimase danneggiato gravemente. Dopo due altri voli, uno il 16 agosto e uno il 13 ottobre a Blair Drummond, l'aereo fu accantonato.
Nel dicembre 1911 lasciò l'azienda di famiglia per andare a lavorare come progettista sperimentale presso un dipartimento segreto, il dipartimento X, istituito dalla British and Colonial Airplane Company per lavorare sul progetto di idrovolante non convenzionale per l'Ammiragliato, proposto dal tenente della Royal Navy Denniston Burney. In collaborazione con Clifford Tinson diede vita alla realizzazione di una coppia di idrovolanti sperimentali, denominata Bristol-Burney Seaplane. Nel 1914 insieme a Tinson progettò il Bristol Scout, che fu consegnato in due esemplari alla Royal Aicraft Factory di Farnborough per la produzione in serie.
Allo scoppio della prima guerra mondiale, nell'agosto 1914, si arruolò nei Royal Flying Corps con il grado di tenente, e dopo aver conseguito il brevetto di pilota presso la Central Flying School, ad Upavon nel marzo 1915, entrò a far parte del No.12 Squadron RFC. Lasciò il servizio attivo nell'agosto dello stesso anno per assumere l'incarico di capo progettista presso la Bristol, dove mise a frutto la sua esperienza di pilota operativo per realizzare dapprima il caccia Bristol M.1, e poi il Bristol F.2 Fighter, che durante il conflitto si rivelò un aereo eccezionale.
Nel dicembre del 1917 fu eletto membro effettivo della Royal Aeronautical Society. 
In riconoscimento dei suoi grandi servizi fu decorato con l'Ordine dell'Impero britannico il 7 giugno 1918, e con l'Air Force Cross il 14 settembre successivo.
Dopo la fine del conflitto, e con il crollo delle commesse militari che misero a rischio la produzione aeronautica britannica, nell'ottobre 1921 lasciò l'incarico di capo progettista a Wilfrid Thomas Reid, ed emigrò in Australia per lavorare come consulente aeronautico del locale governo. Con il grado di Squadron Leader, Technical, entrò nella Royal Australian Air Force assegnato ad una sezione sperimentale per la progettazione di nuovi aerei, posta sotto la direzione dello squadron leader Lawrence Wackett.
Rientrò in Gran Bretagna nell'ottobre 1923, riassumendo l'incarico di capo progettista presso la Bristol, dove realizzò circa 150 tipi di aerei tra cui il caccia Bristol Bulldog e il bombardiere Bristol Blenheim. 
A metà del 1936, con l'inizio del riarmo tedesco, ci fu la prima fase di espansione prebellica dell'industria aeronautica, ed egli venne nominato capo ingegnere, responsabile dell'intero ufficio progetti.
Nel 1937 la direzione della ditta gli proibì di andare in volo da solo, in quanto aveva allora 57 anni, ma egli non se ne diede per inteso. 
Rimase ucciso in un incidente aereo il 2 agosto 1938, mentre pilotava un piccolo aereo da lui progettato e costruito privatamente, il Barnwell BSW. Dopo essere decollato dall'aeroporto civile della Bristol a Whitchurch il velivolo ebbe un guasto al propulsore e precipitò colpendo un dosso, e schiantandosi su una strada vicina. Il pilota morì all'istante.

### Famiglia
Frank e sua moglie, Marjorie Sandes, persero tre figli nel corso della seconda guerra mondiale:
- Pilot Officer David Usher Barnwell DFC, RAFVR in forza al No. 607 Squadron RAF caduto a diciannove anni il 14 ottobre 1941.[16]
- Flight Lieutenant Richard Antony Barnwell, in forza al No. 102 Squadron RAF deceduto all'età di ventiquattro anni il 29 ottobre 1940.[17]
- Pilot Officer John Sandes Barnwell, in forza al No. 29 Squadron RAF deceduto all'età di venti anni il 19 giugno 1940.[18]

## Pubblicazioni
- Airplane Design, con William H. Sayers, McBride, Nast & Co., London, 1916.[N 4][21]

### Articoli
- Somes Notes on Aircraft Possibilities, in Aeronautical Journal, Vol.40, March 1937, pag.198-231.
- Notes of the Design of Aeroplane for Attaining High Altitude, in Aeronautical Journal, Vol.41, April 1937, pag.306-323.

## Progetti
- Monoplani Bristol-Coanda
- Bristol Scout
- Bristol M.1
- Bristol F.2 Fighter
- Bristol Type 84 Bloodhound
- Bristol Badger
- Bristol Primary Trainer
- Bristol Bulldog
- Bristol Bombay
- Bristol Blenheim
- Bristol Type 138
- Barnwell BSW

### Annotazioni
1. ↑  La coppia ebbe complessivamente 6 figli: Harold (1878), Frank (1880), Archibald Statham, (Christchurch 29 marzo 1882-Hants 1970), le sorelle gemelle Elizabeth e Amy (1886) e l'ultimogenita Dora (nata nel 1891).
2. ↑  L'apertura alare venne ridotta di 45 piedi.
3. ↑  Aveva Leslie G. Frise come suo capo progettista, e quattro assistenti tecnici A.E. Russell , J.M. Radcliffe, H.W. Dunn e C.W. Tinson.
4. ↑  Questo libro è basato sulle conferenze prebelliche della Royal Aeronautical Society.

### Fonti
1. 1 2 3 4 5 6 7 8 9 10 11 12 13 14 15 16 17 18 19 20  British Aviation.
2. 1 2  Anderson Jr. 2018, p. 47.
3. 1 2   Aviation archive, su aviationarchive.org.uk. URL consultato il 9 ottobre 2018 (archiviato dall'url originale il 4 marzo 2016).
4. 1 2 3  Lewis 1962, p. 86.
5. 1 2  Lewis 1962, p. 85.
6. 1 2 3  Wynn 2016, p. 33.
7. ↑  Flying in Scotland, in Flight International 31 July 1909
8. 1 2 3  Findagrave.
9. ↑  Barnes 1970, p. 27.
10. ↑  Anderson Jr. 2018, p. 46.
11. ↑  Anderson Jr. 2018, p. 44.
12. ↑  Side Winds in Flight International 6 October 1921
13. 1 2  Anderson Jr. 2018, p. 57.
14. ↑   RAF History, su raf.mod.uk. URL consultato il 9 ottobre 2018 (archiviato dall'url originale il 13 luglio 2007).
15. ↑  Flight 11 August 1938 (Obituary Frank Barnwell)
16. ↑  Commonwealth War Graves Commission (D U Barnwell)
17. ↑  Commonwealth War Graves Commission (R A Barnwell)
18. ↑  Commonwealth War Graves Commission (J S Barnwell)
19. ↑  (EN) The London Gazette (PDF), n. 30730, 7 June 1918.
20. ↑  (EN) The London Gazette (PDF), n. 31098, 1º January 1919.
21. ↑  Anderson Jr. 2018, p. 62.